# سد سانبي
سد سانبي هو سد جاذبية يقع في محافظة شيمانه باليابان. يُستخدم للسيطرة على الفيضانات وتوفير المياه. تبلغ مساحة مستجمعات المياه في السد 25.5 كيلومترًا مربعًا. يحجز السد عند امتلائه حوالي 46 هكتارًا من الأرض، ويمكنه تخزين 7120 ألف متر مكعب من المياه. بدأ بناء السد عام 1980 واكتمل عام 1996.